# Pamplemousses SC
Pamplemousses SC is een Mauritiaanse voetbalclub uit Belle Vue. De club werd voor het eerst landskampioen in 2006. Hierdoor mocht de club deelnemen aan de Champions League en werd uitgeloot tegen de Zimbabwe Highlanders. In Bulawayo verloor de club maar thuis konden de Pamplemousses winnen waardoor er na verlengingen penalty's genomen werden. Hierbij verloor de club nipt met 8-9 en werd uitgeschakeld.

## Erelijst
Landskampioen
2006, 2010, 2011–12, 2016–17, 2017–18, 2018–19

## Pamplemousses Internationaal
- Q = voorronde

| Seizoen | Competitie       | Ronde | Land              | Club           | Score               |
| ------- | ---------------- | ----- | ----------------- | -------------- | ------------------- |
| 2007    | Champions League | Q     | Vlag van Zimbabwe | Highlanders FC | 0-1, 1-0 (8-9 n.p.) |